# 伊瓦申科韋
51°48′47″N 33°50′19″E / 51.81306°N 33.83861°E
伊瓦申科韋（烏克蘭語：Іващенкове）是位於烏克蘭東北部的村莊，由蘇梅州紹斯特卡區的貝雷扎市鎮負責管轄。該村處於紹斯特卡河左岸，距離沙庫蒂夫希納2公里，海拔高度180米，2001年人口224。